# Gia Doonan
Gia Doonan (Rochester, 30 de junio de 1994) es una deportista estadounidense que compite en remo.
Ganó dos medallas en el Campeonato Mundial de Remo, en los años 2018 y 2019, ambas en la prueba de ocho con timonel. Participó en los Juegos Olímpicos de Tokio 2020, ocupando el cuarto lugar en la prueba de ocho con timonel.

## Palmarés internacional
| Campeonato Mundial | Campeonato Mundial   | Campeonato Mundial | Campeonato Mundial |
| Año                | Lugar                | Medalla            | Prueba             |
| ------------------ | -------------------- | ------------------ | ------------------ |
| 2018               | Plovdiv (Bulgaria)   | Medalla de oro     | Ocho con timonel   |
| 2019               | Ottensheim (Austria) | Medalla de bronce  | Ocho con timonel   |